# 닉 카사베티스
닉 카사베티스(영어: Nick Cassavetes 닉 캐서베티스[*], 1959년 5월 21일 ~ )는 미국의 배우, 영화 감독, 작가이다.

## 작품 목록

### 영화 출연
- 남편들 (1970)
- 페이스 오프 (1997)
- 블로우 (2001)
- 고스트랜드 (2021) - 사이코 역

### 영화 연출
- 스타를 벗겨라 (1996)
- 더 홀 (1997)
- 존 큐 (2002)
- 노트북 (2004)
- 알파 독 (2006)
- 마이 시스터즈 키퍼 (2009)
- 옐로우 (2012)
- 아더 우먼 (2014)